# Fel (Orne)
Fel foi uma comuna francesa na região administrativa da Normandia, no departamento Orne. Estendia-se por uma área de 7 km². Em 2010 a comuna tinha 279 habitantes (densidade: 39,9 hab./km²).
Em 1 de janeiro de 2017, passou a formar parte da nova comuna de Gouffern en Auge.